# Harpersfield
Harpersfield es un pueblo ubicado en el condado de Delaware en el estado estadounidense de Nueva York. En el año 2000 tenía una población de 1,603 habitantes y una densidad poblacional de 14.7 personas por km².

## Geografía
Harpersfield se encuentra ubicado en las coordenadas 42°26′7″N 74°40′15″O / 42.43528, -74.67083.

## Demografía
Según la Oficina del Censo en 2000 los ingresos medios por hogar en la localidad eran de $33,333, y los ingresos medios por familia eran $37,446. Los hombres tenían unos ingresos medios de $27,237 frente a los $21,500 para las mujeres. La renta per cápita para la localidad era de $18,863. Alrededor del 18.3% de la población estaban por debajo del umbral de pobreza.